# 听床师
听床师或中南海听床师，是流行於中文网络社区的讽刺用语，由来于部分人士在关注中國共產黨第二十次全國代表大會的领导人换届事宜时，声称掌握中共领导人的职务变动和派系鬥爭等内部情报，仿佛是躲在其住处（中南海）的床下窃听所得。
一般來說，听床师传布的消息往往缺乏确凿的依据， 或包含夸张和想象成分，如2022年“习下李上”等。